# 約翰·恩賽
約翰·恩賽（John Ensign；1958年3月25日—）是美國的一位政治人物和物理學家。在2001年至2011年期間，他是內華達州的兩位參議院議員之一。他出生在加利福尼亞，父親是義大利人。恩賽主要的活動地點是拉斯維加斯。